# خانواده مهربان
خانواده مهربان (انگلیسی: Graceful Family; کره‌ای: 우아한 가) یک مجموعهٔ تلویزیونی کره جنوبی سال ۲۰۱۹ با بازی ایم سو هیانگ، لی جانگ وو و به جونگ اوک است. این مجموعه از ۲۱ اوت تا ۱۷ اکتبر ۲۰۱۹، روزهای چهارشنبه و پنجشنبه ساعت ۲۳:۰۰ (کی‌اس‌تی) از ام‌بی‌ان و دراما اکس پخش شد.

## بازیگران

### اصلی
- ایم سو هیانگ در نقش مو سوک هی تنها دختر گروه ام‌سی
  - شین سو یون در نقش جوانی سوک هی
- لی جانگ وو در نقش هو یون دو/ته هو
- به جونگ اوک در نقش هان جه گوک